# Transept

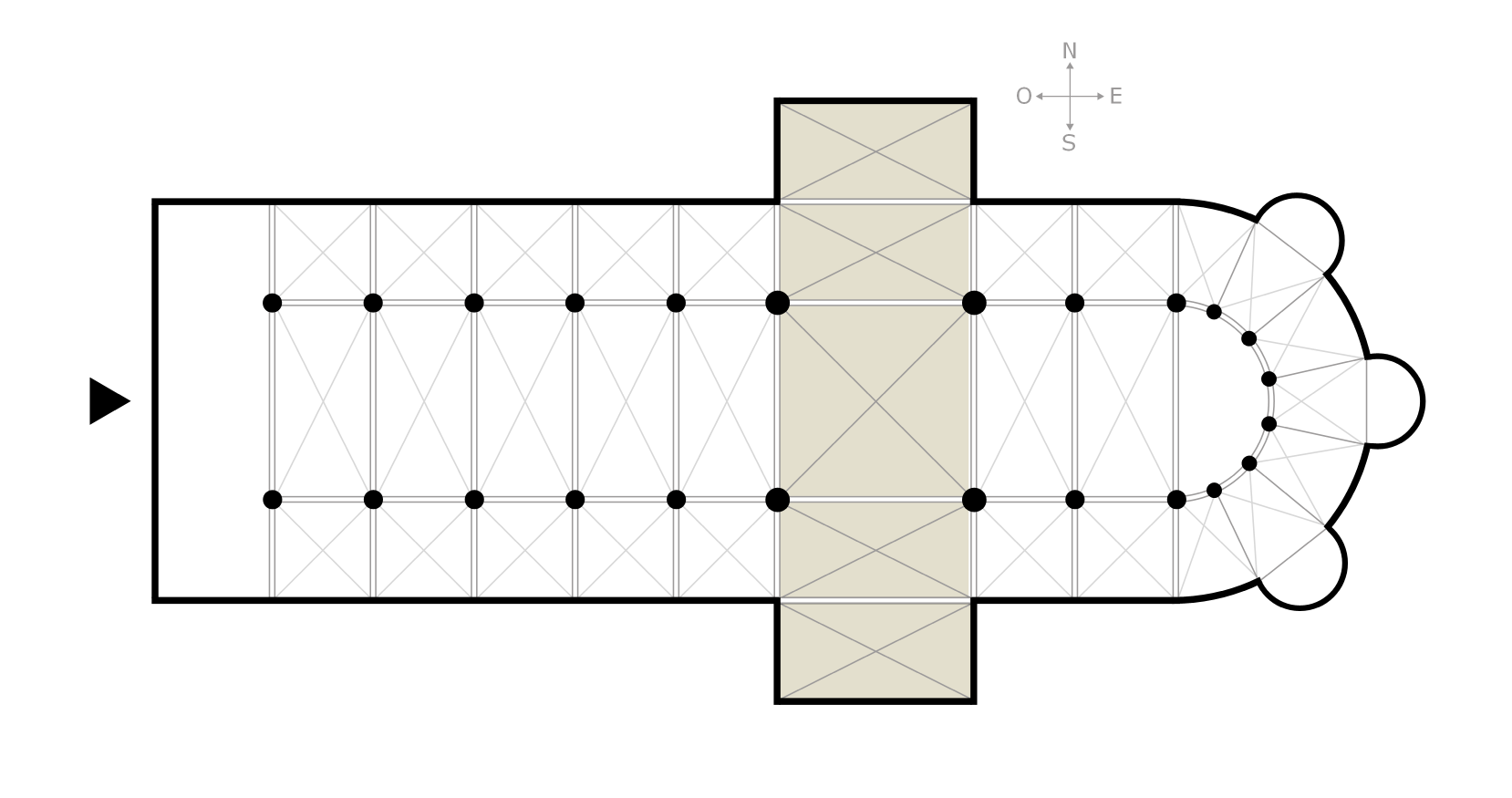
Positionering van het transept in een kerk

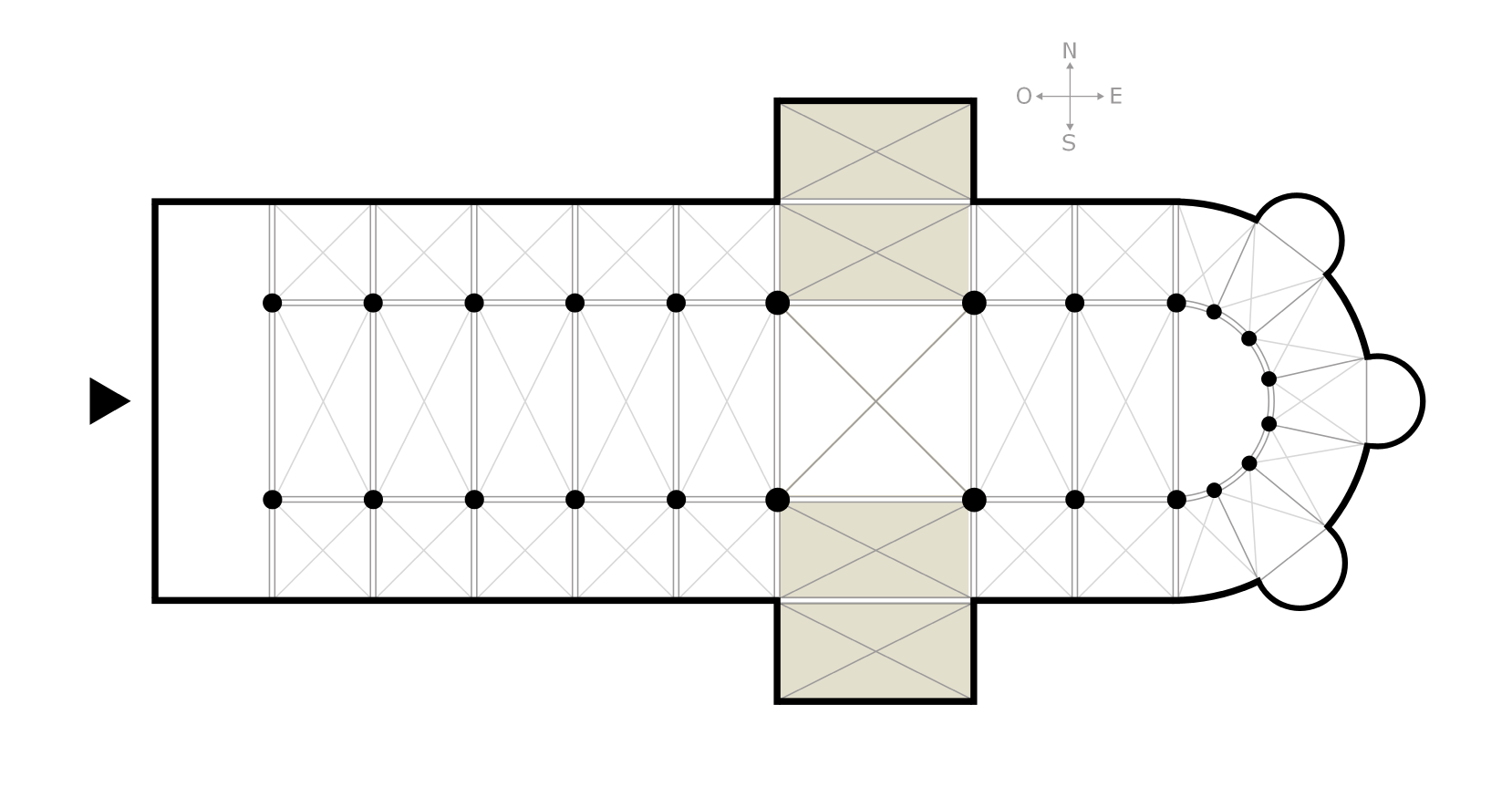
De twee dwarsarmen van een transept van een kerk

Het transept (van het Frans tranche, snede en het Latijn saepta, omheining), kruisarm, kruisbeuk, dwarsbeuk of dwarsschip is oorspronkelijk een onderdeel van een romaanse of gotische kathedraal, maar komt ook bij latere bouwstijlen voor.
De plattegrond van een gotische kerk heeft altijd de vorm van een kruis. Dit kruis bestaat uit een lange ruimte (het schip, vóór het transept), met aan het verste einde het koor, achter het transept, waar zich het hoofdaltaar bevindt en dat meestal naar het oosten is gericht (als gevolg van de zonsopkomst komt het altaar het mooist in het (ochtend) zonlicht te staan). Het transept staat dus haaks op het schip en is meestal noord-zuid georiënteerd. Het bestaat uit drie delen: de beide zijarmen en de kruising. Aan het uiteinde van de beide armen bevindt zich de transeptsluiting.
In vele katholieke kerken heeft men na het Tweede Vaticaans Concilie een volksaltaar in de kruising of net achter de kruising bijgeplaatst.
Meestal is het transept eenbeukig. Soms zijn ook de beide dwarsarmen van het transept met een apsis afgesloten (de drie-apsidenaanleg). In geval van een dubbel koor (de plattegrond bezit zowel aan de oost- als aan de westzijde een koor) kunnen zowel aan de oost- als aan de westzijde transepten voorkomen (de dubbelkruisvormige aanleg).
Bij sommige later gebouwde kerken is het transept even lang als het schip; dit is centraalbouw. Een voorbeeld van centraalbouw is de kerk van Maassluis.
Naast kerken met een énkel transept (bijvoorbeeld de Sint Jan te Den Bosch) bestaan er ook kerken met een dubbel transept, zoals de Kathedraal van Salisbury, en kerkgebouwen met een pseudotransept.